# 中山恒夫
中山 恒夫（なかやま つねお、1933年4月15日 - ）は、日本の古典古代文学者。古代ラテン文学を専攻。

## 経歴
長野県松本市生まれ。1956年東京大学教養学部教養学科卒。1958年同文学部言語学科卒業。1965年同大学院西洋古典学専攻博士課程満期退学、順天堂大学助教授、1970年教授。1975年「ホラティウスと民衆」で文学博士。1978年大阪大学言語文化部教授。1990年筑波大学教授。1997年定年退官、共立女子大学教授。2004年退職。

## 著書
- 『詩人ホラーティウスとローマの民衆』内田老鶴圃 1976
- 『標準ラテン文法 教科書』白水社 1987.3
- 『ローマ恋愛詩人の詩論 カトゥルルスとプロペルティウスを中心に』東海大学出版会 1995.1
- 『ラテン語練習問題集』白水社 1995.9、新版2009
- 『古典ラテン語文典』白水社 2007.8

### 翻訳
- エウリピデス「救いを求める女たち」世界古典文学全集9 筑摩書房 1965、ちくま文庫 1986
- 『ローマ恋愛詩人集』国文社 アウロラ叢書 1985

## 参考
- 『現代日本人名録2002』日外アソシエーツ